# Mattia Gavazzi
Mattia Gavazzi (ur. 14 czerwca 1983 w Iseo) – włoski kolarz szosowy.

## Najważniejsze osiągnięcia
2007
- 1. miejsce na 2. i 3. etapie Jadranska Magistrala
- 1. miejsce na 1. i 2. etapie Tour de Normandie

2008
- 1. miejsce na 2. etapie Settimana Ciclistica Lombarda
- 1. miejsce w Giro di Toscana
- 1. miejsce na 5. etapie Circuit de Lorraine
- 1. miejsce na 5. etapie Brixia Tour

2009
- 1. miejsce na 1. etapie Tour de San Luis
- 1. miejsce na 1., 2., 3. i 6. etapie Tour de Langkawi
- 1. miejsce na 3. etapie Settimana Ciclistica Lombarda
- 1. miejsce na 1a i 5. etapie Brixia Tour
- 1. miejsce na 3a, 3b i 4. etapie Vuelta a Venezuela

2010
- 1. miejsce na 2. etapie Settimana Ciclistica Lombarda

2013
- 1. miejsce na 7. etapie Tour de San Luis
- 1. miejsce w Giro di Toscana
- 1. miejsce na 3b etapie Sibiu Cycling Tour
- 2. miejsce w Châteauroux Classic de l'Indre